# بوعلام الجيلاني (قصيدة ملحون)
بوعلام الجيلاني أو بوعلام الجيلالي، هو اسم لعنوان قصيدة ملحون مستقاة من التراث الزجلي الجزائري، من ديوان الشاعر الجزائري عبد القادر بطبجي.

## تاريخ
تتكرر عبارة عبد القادر يا بوعلام في قصيدة الملحون للشاعر الجزائري بطبجي، المقصود بها هو الشيخ عبد القادر الجيلاني الذي أخذ إلى حد ما الشخصية الأسطورية أو طابع أسطوري صوفي في الخيال الشعبي المحكي عند الجزائريين, وهو لقب أو اسم نابع من التراث الجزائري المرتبط بالملحون والزجل على طريقة عبد الرحمن المجذوب لدى شعوب منطقة شمال غرب إفريقيا وتحديدا بدولة الجزائر، من التراث الصوفي القديم المتميز عن المشرق.
تغنى شاعر الملحون الجزائري في هذه القصيدة، التي عنونها ب «بوعلام الجيلاني» بمناقب وأخلاق الشيخ «عبد القادر الجيلاني»، معتبرا إياه قدوة يحتدى بمكارم أخلاقه العالية.
كلمات الأغنية مستقاة من التراث الجزائري ، وبالضبط من أهازيج شعر الملحون. وكانت القصيدة تعد بمثاية نشيد رسمي في أعراس الغرب الجزائري وتنشده فرق المداحات التي تحرك مشاعر النسوة في جو حماسي لا نظير لها بالإضافة للفرق العيساوة الصوفية وانتقلت بدورها للفنانين المعاصرين الذين إستخموا الآلات الموسيقية العصرية، بأهازيج تراث الملحون القديم وبقصيدة بوعلام الجيلاني، سواء ك الشابة نورية، والشاب خالد  والزهوانية وعاصي الحلاني بقصائد ومحكيات حول أسطورة ال شيخ عبد القادر الجيلاني في التراث الجزائري بعنوان ينم عن صيغة أو خصوصية ثقافية شعبية جزائرية لشخصية بوعلام الجيلاني أو بوعلام الجيلالي كقصائد الملحون الشعبي أو مآثر وأهازيج عبد الرحمان المجذوب

## طالع أيضًا
- تراث شعبي
- الملحون
- عبد القادر الجيلاني
- دحمان الحراشي
- يا الرايح

## وصلات خارجية
- تحميل لديوان شاعر الملحون والزجل عبد القادر بطبجي من موقع جامعة ام القرى
- أغنية الشاب حسني جيلالي يا بوعلام
- قصيدة عبد القادر يا بوعلام لثلاثي موسيقى الراي خالد فضيل ورشيد طه
- القصيدة في أداء قديم للشابة نورية
- منتدى ستار تايمز «عبد القادر يا بو علام»
- قصيدة عبد القادر يا بوعلام تراث شعبي